# 库兹粗叶木
库兹粗叶木（学名：Lasianthus kurzii）为茜草科粗叶木属下的一个种。

## 扩展阅读
- 維基物種上的相關：库兹粗叶木